# Freikorps
Freikorps (Tiếng Đức: [ˈfʁaɪˌkoːɐ̯], "Quân đoàn tự do" hoặc "Quân đoàn tình nguyện") là các đơn vị tình nguyện hoặc bán quân sự không chính quy của Đức và các nước châu Âu khác, tồn tại từ thế kỷ 18 đến đầu thế kỷ 20. Họ đã chiến đấu hiệu quả với tư cách là lính đánh thuê hoặc công ty quân sự tư nhân, bất kể quốc tịch của họ. Ở các quốc gia nói tiếng Đức, cái gọi là Freikorps ("trung đoàn tự do", Trung đoàn Freie) đầu tiên được thành lập vào thế kỷ 18 từ các tình nguyện viên bản địa, những kẻ nổi loạn của kẻ thù và những kẻ đào ngũ. Những đơn vị này, đôi khi được trang bị ngoại lai, đóng vai trò là bộ binh và kỵ binh (hoặc hiếm hơn là pháo binh); đôi khi chỉ với sức mạnh đại đội và đôi khi với đội hình lên đến vài nghìn người. Ngoài ra còn có nhiều đội hình hoặc quân đoàn hỗn hợp khác nhau. Freikorps von Kleist của Phổ bao gồm bộ binh, jäger, dragoons và kỵ binh. Volontaires de Saxe  của người Pháp đã kết hợp uhlans và dragoons.
Sau hậu quả của Thế chiến thứ nhất và trong Cách mạng Đức 1918–19, Freikorps bao gồm phần lớn các cựu chiến binh Thế chiến thứ nhất đã được nuôi dưỡng như những lực lượng dân quân bán quân sự. Bề ngoài, họ được tập hợp để chiến đấu thay mặt chính phủ  chống lại Cộng hòa xã hội chủ nghĩa Xô viết Liên bang Nga do những người cộng sản Đức hậu thuẫn đang âm mưu lật đổ Cộng hòa Weimar. Tuy nhiên, nhiều Freikorps cũng coi thường Cộng hòa và tham gia vào các vụ ám sát những người ủng hộ nó.